# Mark Elchardus
Mark Elchardus (Sint-Truiden, 28 november 1946) is een Belgisch emeritus hoogleraar sociologie aan de Vrije Universiteit Brussel. 

## Loopbaan
Elchardus was in de periode 1966-1967 als student actief in Gentse afdeling van de gelijknamige Nederlandse links-anarchistische Provo-beweging. In 1968 ging hij sociologie studeren aan de Vrije Universiteit Brussel.
Zijn onderzoek is gericht op de cultuursociologie en de sociologie van de tijdsordening. Hij kijkt daarbij naar de recente ontwikkelingen van opvattingen, houdingen en denkwijzen in uiteenlopende domeinen. De rol van het onderwijs en de media worden daarbij bestudeerd, evenals de gevolgen van dergelijke ontwikkelingen voor de politiek en het sociaal beleid. Elchardus publiceert veelvuldig over deze onderwerpen en wordt regelmatig gevraagd om in televisieprogramma's of kranten recente ontwikkelingen te duiden als commentator. Een bekende publicatie is het boek De Dramademocratie (2002), waarin Elchardus beschrijft hoe de westerse politiek verworden is tot een theater.
Naast zijn academische loopbaan is Elchardus geëngageerd in het maatschappelijk middenveld, bijvoorbeeld als voorzitter van het Fonds P&V, een stichting die in 1997 binnen de schoot van de Koning Boudewijnstichting werd opgericht om te strijden tegen de sociale uitsluiting van (allochtone) jongeren. Elchardus werd lange tijd beschouwd als de informele huisideoloog van de sp.a. Van 1995 tot 2011 was hij voorzitter van de Vlaamse vleugel van de Landsbond der Socialistische Mutualiteiten. Hij is ook actief als bestuurslid van de Wiardi Beckman Stichting, het wetenschappelijk bureau ('denktank') van de Nederlandse sociaaldemocratische PvdA en als columnist van De Morgen.
In het najaar van 2021 verscheen van zijn hand het boek Reset. Over identiteit, gemeenschap en democratie, dat volgens journalist Rik Van Cauwelaert een van de belangrijkste politieke boeken van de afgelopen decennia mag worden genoemd. Het boek kwam wel op kritiek te staan van Louis Tobback.

## Selectie publicaties
- De dramademocratie (Terra-Lannoo, 2002; ISBN 9789020950724)
- Het grootste geluk (met Wendy Smits, Lannoo, 2007; ISBN 9789020971156)
- Éen land, twee talen: België uit het leven gegrepen (met Kobe De Keere en Olivier Servais, Lannoo Campus, 2011; ISBN 9789020993004)
- Voorspelbaar uniek: dieper graven in de symbolische samenleving (met Ignace Glorieux, Lannoo Campus, 2012; ISBN 9789401405577)
- Voorbij het narratief van neergang (Lannoo, 2015; ISBN 9789401429122)
- Reset. Over identiteit, gemeenschap en democratie (Ertsberg, 2021; ISBN 9789464369007)
- Vrijheid/veiligheid (Ertsberg, 2023; ISBN 9789464369915)
- Over grenzen (Ertsberg, 2024; ISBN 9789464750911)